# Din Mouhammad Khan
Shahzada Din Mouhammad Khan (mort en 1804) fut un prince moghol de la dynastie des Khudakka-Durrani. Il vécut au XVIIIe siècle.
Din Mouhammad Khan était le second fils de Mouhammad Sharif Khan Bahadour, plus tard Gouverneur de Multan, et de son épouse inconnue (elle est morte en 1798). Pris en otage par les Sikhs avec son père et son frère en 1764, il fut libéré en 1767, après avoir payé une rançon de 12 000 roupis.
Din Mouhammad Khan est mort en 1804, en laissant un fils :
- Ali Mouhammad Khan (mort en 1839), écrivain moghol